# Allée des Quatre-Carrefours
L'allée des Quatre-Carrefours est une voie située dans le 12e arrondissement de Paris, en France.

## Origine du nom

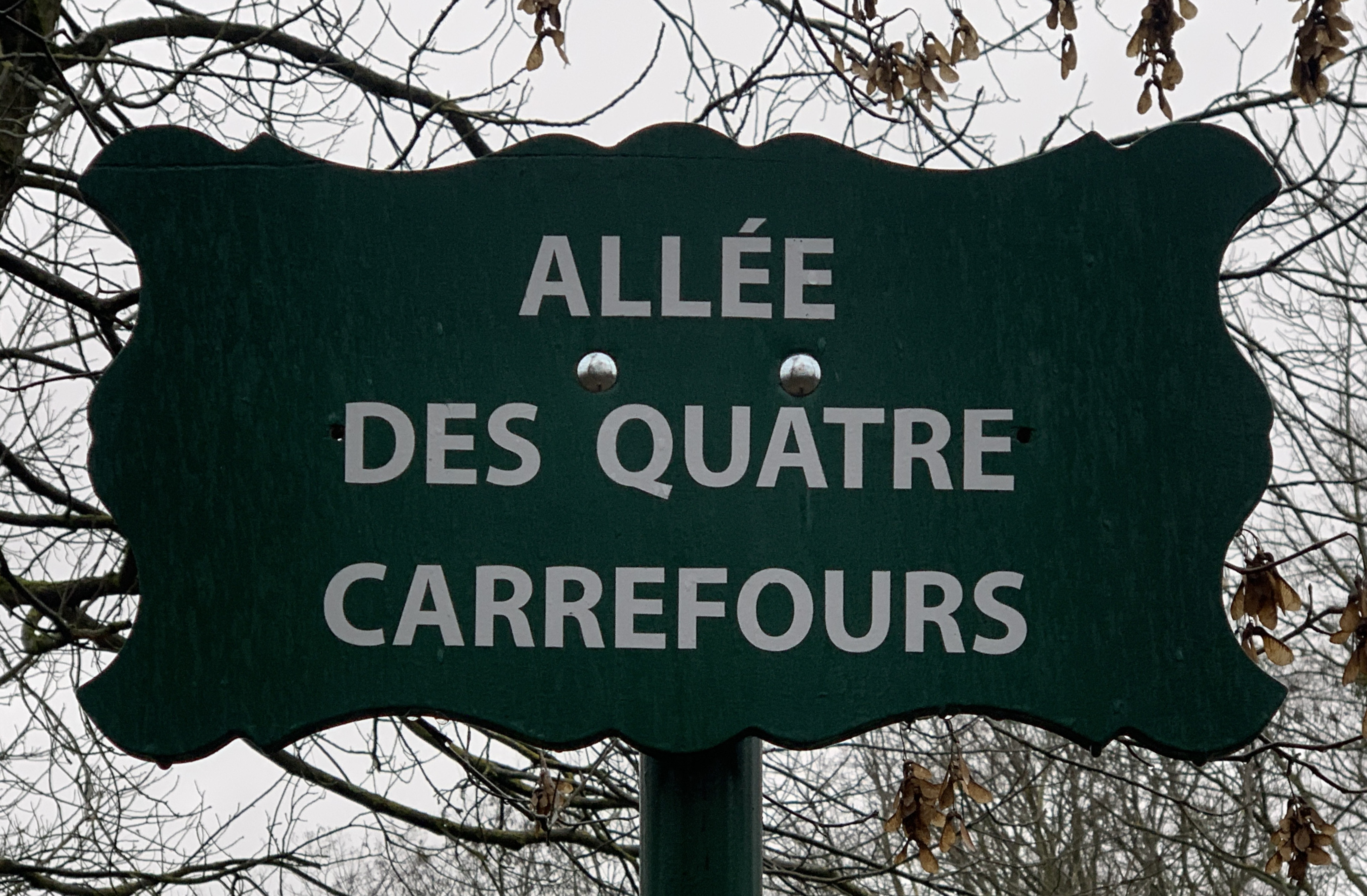
Plaque de l'allée.